# Монсињор
Монсињор је вјерска титула која се додјељује свим бискупима или чешће надбискупима који нису уздигнути на ранг кардинала.
Монсињор је скраћеница од италијанске ријечи „monsignore“ или француске „mon seigneur“ што значи „мој господине“. Првобитно ова титула је била почасно звање, а била је равна витешким звањима сера и кавалира. Те титуле је додјељивао римски папа на предлог мјесног бискупа. По правилу, титула монсињор се додјељивала титуларним бискупима и надбискупима, тј. бискупима и надбискупима без своје бискупије односно надбискупије. Давала се такође жупницима и прелатима за посебне заслуге.
У њемачком језику скраћеница је „Msgr.“, италијанском „Mons.“, енглеском „Msgr“, „Mgr“ или „Mons“, а у српском језику „монс.“